# Anego
『anego[アネゴ]』は、2005年4月20日から6月22日まで毎週水曜日22:00 - 22:54に、日本テレビ系「水曜ドラマ」枠で放送されたテレビドラマ。主演は篠原涼子。
2005年12月28日には連続ドラマから半年後を描いたスペシャルドラマ『anego〜アネゴspecial〜』が放送された。

## 概要
原作は、仕事・恋愛・結婚など悩みを抱えながら生きる30代の独身美人OLを主人公に描いた林真理子の同名小説。中園ミホの脚本でドラマ化された。
ドラマでは、主人公・野田奈央子とイケメン新入社員・黒沢明彦の恋愛模様をテンポの良いストーリー展開で描き、心の声をテロップで表示した演出が好評であった。
平均視聴率は15.7%、最高視聴率は最終回の17.5%と高視聴率を記録した。
連続ドラマ放送終了後に公式サイトに続編希望の声が殺到したため、2005年12月28日21:00 - 23:09に連続ドラマの総集編を含めて半年後を描いたスペシャルドラマ『anego〜アネゴspecial〜』が放送された。
第45回ザテレビジョンドラマアカデミー賞で、嫌味のない自然体な頼れるアネゴを見事に演じた主演の篠原涼子は、読者票・審査員票・TV記者票の全てで1位を獲得し、主演女優賞を受賞した。また、年下男子の黒沢を演じた赤西仁は人気を呼び読者票で1位に選ばれた。
日本テレビでは2006年4月27日 - 5月15日まで再放送枠『Dパラダイス』、2007年11月1日 - 11月12日まで再放送枠『ドラバラZONE』にて再放送された。

## キャスト

### 東済商事

#### 経営戦略部
野田 奈央子（のだ なおこ）〈32〉
演 - 篠原涼子
本作の主人公。丸の内にある東済商事経営戦略部に勤める入社10年目の一般職OL。1972年6月1日生まれ。
仕事振りは優秀で、部長の阪口からの信頼も厚く、部署の女性社員たちのまとめ役。元々後輩たちの相談にも積極的に乗っており、面倒見が良い。会社帰りに立ち呑み屋金太郎に行くのが小さな楽しみ。黒沢から「アネゴ」と命名され、いつしか周囲もそう呼ぶようになる。結婚への夢を持ち続けており、未だ独身だったが…。
黒沢 明彦（くろさわ あきひこ）〈22〉
演 - 赤西仁（当時：KAT-TUN）
経営戦略部に配属された新入社員。「アネゴ」の名付け親。1983年3月26日生まれ。
奈央子を慕い、それが次第に恋心へと変わり、付き合い始める。最終話ではモンゴルへ転勤が決まり、奈央子にプロポーズをした。大学時代はラグビー部に所属しており、奈央子とのデートでは自身が出るラグビーの試合に連れて行った。
加藤 博美（かとう ひろみ）〈31〉
演 - 戸田菜穂
奈央子の1年後輩で経営戦略部の一般職OL。奈央子の唯一の相談相手。奈央子に惚れている黒沢にいち早く気付くなど、鋭い観察力の持ち主。部長の阪口とは不倫関係。
立花 渡（たちばな わたる）〈29〉
演 - 山口馬木也
黒沢と同時期に経営戦略部に異動してきたイケメン社員。かつて繊維部に在籍していたこともあり、女子社員からの人気が高い。付き合い始めた加奈のことで黒沢に愚痴をこぼしている。
阪口 司（さかぐち つかさ）〈49〉
演 - 升毅
経営戦略部部長。出世街道まっしぐらのエリート。奈央子のことを信頼しており、派遣社員たちをうまくまとめるよう、日々期待を寄せている。実は博美とは不倫関係。
長谷川 真名美（はせがわ まなみ）〈27〉
演 - 市川実和子
経営戦略部の契約社員。奈央子を慕い、色々と相談に乗ってもらっている。
早乙女 加奈（さおとめ かな）〈24〉
演 - 山口紗弥加
経営戦略部の派遣社員。少しひねくれている性格。トラブルが起きた際に自分を信じてくれた立花と交際する。
中野 早希（なかの さき）〈25〉
演 - 小西美帆
経営戦略部の派遣社員。普段は気弱で大人しいが、キレると豹変する。
課長
演 - 牟田浩二
男性社員
演 - 岡本光太郎、安次富真樹、瀬戸寛、河野安郎

#### 奈央子の同期
数子
演 - 杉山彩子
東済商事の一般職OL。奈央子の同期で友達。食品二部では絵里子と同僚だった。
英子
演 - 植松真美
東済商事の一般職OL。奈央子の同期で友達。

### 沢木家
沢木 絵里子（さわき えりこ）〈30〉
演 - ともさかりえ
東済商事食品二部に勤めていたが、早期に寿退社をした。旧姓：鈴木。会社のトイレで泣いているところを奈央子に励まされ救われたことがきっかけで、奈央子に憧れを抱いていた。現在は他人との距離をうまく取ることができず悩んでおり、再会した奈央子を頼りにし、様々な相談を持ちかける。
沢木 翔一（さわき しょういち）〈39〉
演 - 加藤雅也
絵里子の夫。投資コンサルタント会社社長。電車の中で奈央子が酔っ払いに絡まれているところを助けてあげた。その後、絵里子を通じて奈央子と知り合い、不倫の恋に落ちてしまう。
沢木 真琴（さわき まこと）〈5〉
演 - 坂野真弥
絵里子と翔一の娘。

### 野田家
野田 厚子（のだ あつこ）〈55〉
演 - 由紀さおり
奈央子の母。「女の幸せは結婚」と考えており、奈央子には「早く結婚して欲しい」と願っている。しかし、結婚よりも仕事を選んでいる奈央子を応援するなど、一番の理解者でもある。少々天然でマイペースで社交的で楽天的な女性。
野田 茂太（のだ しげた）〈58〉
演 - ベンガル
奈央子の父。当初は奈央子より10歳も年下の黒沢を恋人とは認めなかったが、最終的には二人の結婚を承諾するまでになる。奈央子を理解し、静かに見守る優しい父親。

### その他
立呑み金太郎 店主
演 - 鐘築建二

### ゲスト
第1話
宮本 浩一
演 - 田中実
北京支社から帰任した東済商事エネルギー部のエリート社員。婚約中にもかかわらず、それを隠して合コンに顔を出し、2度目のデートで真名美に手を出した。入社直後の博美もヤリ逃げされた経験がある女癖の悪い男。
佐久間 和代
演 - 山口香緒里
宮本の婚約者。
会社員
演 - 河西健司（第8話）
第2話
遠藤 香苗
演 - 竹本聡子
東済商事秘書課勤務。副社長と不倫関係。
溝口 敏行
演 - 金山一彦
フリーライター。沢木の大学時代からの親友。
第3話
ラグビー部員
演 - 高橋光臣
第4話
斉藤 恭一
演 - 神保悟志（第5話）
奈央子のお見合い相手。東大卒のエリート官僚。
仲人
演 - 大島蓉子
第5話
水沢 加世
演 - 板谷由夏
斉藤と4年間交際していたシングルマザー。
水沢 翼
演 - 仲條友彪
加世の息子。7歳。
第7話
鈴木 里子
演 - 大川栄子
絵里子の母。
第8話
たかぽん
演 - 小磯勝弥
早希の夫。
後藤弁護士
演 - 飯田基祐
清掃業者
演 - もたいまさこ
芸妓
演 - 祇園佳つ乃（特別出演）
第9話
河田 沙知子
演 - 大塚寧々（友情出演）
4年前に沢木と不倫関係にあった女性。シンクタンクに勤めているキャリアウーマン。
最終話
チカ
演 - 水川あさみ
奈央子の同僚で同居人。
阪口 百合子
演 - 木村理恵
阪口の妻。
面接官
演 - 矢島健一
スペシャル
望月 幾也
演 - 吉田栄作
奈央子と交際中の医師。語学教室で出会った。
Dr.コパ
演 - Dr.コパ（本人役）
鈴木 杏樹
演 - 鈴木杏樹（本人役／特別出演）

## スタッフ
- 原作 - 林真理子『anego』（小学館刊）[2]
- 脚本 - 中園ミホ
- 演出 - 吉野洋、南雲聖一、佐久間紀佳、佐藤東弥
- 音楽 - 仲西匡
- 音楽プロデューサー - 志田博英
- 主題歌 - 北出菜奈「KISS or KISS」（SME Records）[4]
- オープニングテーマ - QUEEN「WE WILL ROCK YOU」（東芝EMI）
- プロデューサー - 櫨山裕子、内山雅博

- TD - 金子幸男
- 撮影 - 長嶋秀文
- 照明 - 角田信稔
- 音声 - 伊藤荒一郎
- VE - 高田彰彦
- VTR - 外城勇一
- TM - 柴田康弘
- TP -　秋山真
- LP - 小林靖直
- 美術デザイン - 高野雅裕、門奈昌彦
- 美術進行　- 川合富士雄
- 装飾 - 北川貴啓
- 装置 - 迫田耕平
- 衣裳 - 前田由美子
- 持道具 - 木南さおり
- ヘアメイク - 大野真二郎、秋山直美
- 特効 - 井川雅史
- 造園 - 笹原直人
- 建具 - 鈴木智幸
- 電飾 - 森屋靖崇
- 活花 - 笠松信之
- 美術工房 - 坪山豊
- スタイリスト - 藤井享子、西ゆり子（表示はC･コーポレーション）、加藤和孝
- 編集 - 山岸宏一
- VTR編集 - 柳瀬直子
- 効果 - 北澤寛之
- MA - 平林真樹
- 広報 - 立松典子
- 責任デザイン - 高梨貴
- 電波PR - 山川一明
- スチル - 宇田川健二
- ホームページ - 奥山覚
- タイトルCG - ネイキッド
- 演出補 - 小笠原直樹
- アシスタントプロデューサー - 大沢久美子、中田志保
- 記録 - 根本純
- 制作担当 - 岡田学
- 制作デスク - 西口潤
- 編集・MAスタジオ - 映広
- 車輌 - 麻生リース
- 特贊 - KING LONG（厦門金龍）、HIGER BUS（蘇州金龍）
- 技術協力 - 日テレ映像センター
- 美術協力 - 日テレアート

- 制作協力 - オフィスクレッシェンド
- 製作著作 - 日本テレビ

## 放送日程

### 連続ドラマ
| 各話                                                           | 放送日        | サブタイトル                                        | 演出       | 視聴率 |
| -------------------------------------------------------------- | ------------- | --------------------------------------------------- | ---------- | ------ |
| 第1話                                                          | 2005年4月20日 | 合コンの掟…夫に短し彼氏に長し! 30路の男選びは涙モノ | 吉野洋     | 15.5%  |
| 第2話                                                          | 2005年4月27日 | アネゴの正義…いい女は幸せになれない                 | 吉野洋     | 13.8%  |
| 第3話                                                          | 2005年5月04日 | 年下の男…人生青春デートは涙の味                     | 南雲聖一   | 14.3%  |
| 第4話                                                          | 2005年5月11日 | 結婚の条件…男を選ぶ直感と愛する才能                 | 南雲聖一   | 15.7%  |
| 第5話                                                          | 2005年5月18日 | プロポーズ…つのる思い・憧れの妻の座                 | 佐久間紀佳 | 16.1%  |
| 第6話                                                          | 2005年5月25日 | 甘い生活…悲願の昇進試験! 師は年下男                 | 吉野洋     | 17.4%  |
| 第7話                                                          | 2005年6月01日 | 傷心…決意の誕生日、小心者にサヨナラ                 | 吉野洋     | 15.4%  |
| 第8話                                                          | 2005年6月08日 | 運命の男…三度目の奇跡は偶然?禁断の恋                | 佐藤東弥   | 15.8%  |
| 第9話                                                          | 2005年6月15日 | 罪と罰…友を裏切り笑顔失い幸せ追うの?                | 佐久間紀佳 | 14.3%  |
| 最終話                                                         | 2005年6月22日 | 一歩前に…アネゴ的ケジメ&新たな幸せへの序章…涙の別れ | 吉野洋     | 17.5%  |
| 平均視聴率 15.7%（視聴率はビデオリサーチ調べ、関東地区・世帯） |               |                                                     |            |        |

- 初回・最終回は22時 - 23時9分の15分拡大放送。

### スペシャルドラマ
| 放送日         | サブタイトル | 演出   | 視聴率 |
| -------------- | --- | ------ | ------ |
| 2005年12月28日 | 今年の見納め! 戦略部女子大忘年会でアネゴの恋と仕事を大反省会! ところが新たな恋人出現…Dr.コパの風水で、2005年駆け込み結婚の結末は… | 吉野洋 | 11.4%  |

## 受賞
- 第45回ザテレビジョンドラマアカデミー賞[3]
  - 主演女優賞（篠原涼子）

## 関連商品
DVD
- anego[アネゴ] DVD-BOX（2006年2月22日発売、バップ）
- anego[アネゴ] DVD Vol.1〜4（2006年2月22日発売、バップ）

サウンドトラック
- anego[アネゴ] オリジナル・サウンドトラック（2005年6月22日発売、SME Records）